# A Filetta (quesería)
A Filetta, cuyo nombre completo es A Filetta Fromagerie Artisanale, es una marca comercial y quesería francesa situada en Córcega, en el pueblo de Taglio-Isolaccio (Alta Córcega). Su nombre significa el helecho en corso, y sus quesos se suelen presentar con una hoja de dicha planta sobre su corteza. La empresa se fundó en 1989.
Entre los quesos que produce, varios llevan el nombre A Filetta. Los hay de leche de oveja y de cabra, y son quesos de pasta blanda (no cocida ni prensada) con corteza lavada. Son del tipo llamado Venaco, del nombre de un pueblo cercano famoso por su tradición quesera. Se fabrican en unidades de 330 o 220 gramos. El A Filetta U Dolce es otro queso de oveja de la misma marca; más cremoso, se vende en unidades de 180 gramos.
A Filetta elabora también un brocciu, un queso fresco de tipo brousse protegido por una AOP (Appellation d'origine protégée).